# Diacantharius lineiger
Diacantharius lineiger là một loài tò vò trong họ Ichneumonidae.